# Rescate del Sandinismo
El Movimiento por el Rescate del Sandinismo, conocido como EL RESCATE, es un movimiento político fundado a principios del 2005 en Nicaragua por Henry Ruiz y Herty Lewites. Originalmente un grupo de sandinistas querían impulsar cambios desde dentro del FSLN y propusieron a Lewites como precandidato a la Presidencia, pero el Secretario General del FSLN, Daniel Ortega Saavedra cerró los espacios internos, se autoproclamó candidato y expulsó del FSLN, a Víctor Hugo Tinoco, jefe de campaña de Lewites y entonces miembro de la Dirección Nacional, junto al propio Herty. 
Otros sandinistas se integraron al Rescate por oposición a la conducción del FSLN, y su política de pacto con Arnoldo Alemán. El Rescate hizo alianzas con el Partido MRS, y con esta Alianza participó en las elecciones de las Regiones Autónomas del Caribe en 2005 y en las Nacionales en 2006. 
Herty Lewites llegó a tener una respaldo de más del 12% según las encuestas de opinión, pero murió el 2 de julio de 2006. Los resultados electorales para listas de diputados fueron de 8.5 % de votos obteniendo 5 diputados para la Asamblea Nacional y una para el PARLACEN. 
Los dirigentes principales e históricos del movimiento son Henry Ruiz (Modesto) y Mónica Baltodano.
EL RESCATE fue representado en la Asamblea Nacional por la diputada Mónica Baltodano.